# بايزا
بايزا (بالإيطالية: Paisà)‏ هو فيلم دراما إيطالي من عام 1946 أخرجه روبرتو روسيليني. هو الفيلم الثاني من ثلاثة أفلام متتالية قدمها روسوليني عن الحرب العالمية الثانية ومناهضة الفاشية. يعتبر الفيلم أحد أهم أفلام مرحلة الواقعية الجديدة. قام ببطولة الفيلم في الغالب ممثلون غير محترفين. يبدأ الفيلم بدخول القوات المتحالفة إلى صقلية شمال إيطاليا. يتكون الفيلم من 6 فصول ذات قصص مختلفة تجري في أماكن متفرقة، صقلية ونابولي وروما وفلورنسا وأبينيني ونهر بو.
رشح الفيلم لجائزة الأوسكار عام 1950 لأفضل سيناريو أصلي. اختير في قائمة أهم «100 فيلم إيطالي» التي تحوي أفلاما «غيرت الذاكرة الجماعية لإيطاليا بين عامي 1942 و1978».

## روابط خارجية
- بايزا على موقع IMDb (الإنجليزية)
- بايزا على موقع الموسوعة البريطانية (الإنجليزية)
- بايزا على موقع روتن توميتوز (الإنجليزية)
- بايزا على موقع نتفليكس (الإنجليزية)
- بايزا على موقع ألو سيني (الفرنسية)
- بايزا على موقع Turner Classic Movies (الإنجليزية)
- بايزا على موقع أول موفي (الإنجليزية)
- بايزا على موقع فيلمافينيتي (الإسبانية)
- بايزا على موقع قاعدة بيانات الأفلام السويدية (السويدية)
- بايزا على موقع قاعدة بيانات الفيلم (الإنجليزية)